# Tuna Mista do Instituto Superior Técnico
A Tuna Mista do Instituto Superior Técnico (TMIST) é uma tuna universitária de Portugal. 

## História
A TMIST surgiu a 19 de Setembro de 2006, movida pelo sonho de um grupo de alunos em trazer a atividade tunante para o campus Taguspark do Instituto Superior Técnico.
Até aos dias de hoje uniu estudantes, dos demais cursos e idades, em nome da música e do convívio, tendo sempre como objetivo a criação de uma base sólida que desse garantias de um futuro promissor.
Tudo isto fez com que a sua presença fosse cada vez mais sentida, não só em eventos relacionados com o mundo tunante, mas também em muitas outras ocasiões, tentando sempre elevar o nome da instituição que representa.
Hoje, a TMIST conta com a organização de quatro edições do E'TMIST - Encontro de Tunas Mistas do Instituto Superior Técnico e três edições do TMIST - Festival de Tunas Mistas do Instituto Superior Técnico.

## EP Noites de Folia
No seu 15º aniversário, a 19 de Setembro de 2021, lançou o seu primeiro EP "Noites de Folia" 
| EP             |                                                |         |  |
| N.º            | Título                                         | Duração |  |
| 1.             | "Ulisses (ft. Coro da Universidade de Lisboa)" | 3:09    |  |
| 2.             | "Novo Acto"                                    | 3:57    |  |
| 3.             | "Vinho do Porto"                               | 3:42    |  |
| 4.             | "Criatura da Noite"                            | 3:27    |  |
| 5.             | "Na Foz do Tejo"                               | 5:03    |  |
| 6.             | "Terra da Saudade"                             | 4:22    |  |
| 7.             | "Noites de Folia"                              | 4:06    |  |
| Duração total: | Duração total:                                 | 26:57   |  |